# Jörg Demus
Jörg Wolfgang Demus (Sankt Pölten, 2 dicembre 1928 – Vienna, 16 aprile 2019) è stato un pianista, compositore e didatta austriaco.

## Biografia
Figlio di Otto Demus, celebre storico dell'arte, e di una violinista, iniziò lo studio del pianoforte a sei anni e a undici entrò nel conservatorio di Vienna, dove studiò con insigni maestri: pianoforte con Walter Kerschbaumer, organo con Karl Walter, direzione d'orchestra con Hans Swarowsky e Josef Krips e composizione con Joseph Marx. Debuttò ancora studente a quattordici anni nella Brahms-Saal, si diplomò nel 1945 a diciassette anni e negli anni '50 si perfezionò con una serie impressionante di grandi pianisti: Yves Nat, Walter Gieseking, Wilhelm Kempff, Edwin Fischer e Arturo Benedetti Michelangeli.
Iniziata una prestigiosa carriera internazionale (Zurigo e Londra nel 1951 e Parigi nel 1953), nel 1956 vinse il primo premio al Concorso Pianistico Internazionale Ferruccio Busoni di Bolzano, cui seguirono concerti in tutto il mondo, comprese regolari tournée in Asia, America e Australia. Ha suonato con le maggiori orchestre mondiali e sotto la direzione di importanti direttori, tra cui Herbert von Karajan, Wolfgang Sawallisch, Seiji Ozawa, André Cluytens, Josef Krips e tanti altri. Assieme ai pianisti austriaci Friedrich Gulda e Paul Badura-Skoda costituì la cosiddetta troika viennese.
Fine conoscitore di strumenti antichi, affianca l'attività di concertista a quella di insegnante in prestigiosi corsi di perfezionamento. Come studioso, ha pubblicato numerosi saggi, raccolti nel 1967 con il titolo di Abenteuer der Interpretation (Avventure dell'interpretazione) e nel 1970 ha curato, assieme a Paul Badura-Skoda, un'analisi (compresa la pubblica esecuzione al pianoforte) delle 32 sonate di Beethoven. Ha curato revisioni critiche di musica di Chopin e di Debussy. Come compositore, ha scritto musica da camera e musica pianistica.

## Repertorio, incisioni, riconoscimenti
Autore di un grande numero di incisioni durante la sua lunga carriera, la sua discografia e videografia supera i 350 titoli. Specialista dei classici tedeschi (ma non solo), ha inciso l'integrale pianistica di Robert Schumann e di Claude Debussy, nonché rinomate interpretazioni di Bach (Il Clavicembalo ben temperato, il Klavierübung, concerti per strumento a tastiera e orchestra etc.), di Beethoven, di Mozart, Haydn, Schubert, Franck.  Ha spesso suonato in concerto e inciso musica da camera, collaborando con cantanti rinomati, tra cui Dietrich Fischer-Dieskau, Elisabeth Schwarzkopf, Elly Ameling e Peter Schreier; ha spesso accompagnato violinisti e violoncellisti e suonato musica per pianoforte a quattro mani o per due pianoforti.
Molte sue incisioni hanno ottenuto premi internazionali; nel 1977 l'accademia beethoveniana di Vienna gli ha conferito il Beethoven-Ring (anello di Beethoven), seguito nel 1979 dalla Medaglia di Mozart da parte dell'accademia mozartiana di Vienna. Nel 1981 ha ricevuto una laurea honoris causa dall'Università di Amherst e nel 1986 il premio Schumann di Zwickau.

## Discografia
- Brahms, Schöne Magelone - Schmidt/Demus, Deutsche Grammophon
- Brahms: Sonates pour violoncelle Nos. 1 & 2 - Ludwig Hoelscher/Jörg Demus, 1959 BNF
- Loewe, Ballate e Lieder - Fischer-Dieskau/Demus, Deutsche Grammophon
- Schubert, Winterreise - Fischer-Dieskau/Demus, Deutsche Grammophon
- Schumann, Lieder - Fischer-D./Eschenbach/Demus, Deutsche Grammophon
- Fischer-Dieskau, Christmas songs - Fischer-Dieskau/Demus, 1970 Deutsche Grammophon
- Schubert - Works For Flute And Pianoforte/Wanderer Fantasy D 760 - Patrick Gallois/Jörg Demus, 1996 Saphir
- Schubert & Schumann: Songs - Elly Ameling/Jörg Demus, 1990 BMG